# 台湾波浪蛤
台湾波浪蛤（学名：Lyonsia taiwanica），是笋螂目波浪蛤科波浪蛤属的一种。主要分布于台湾，常栖息在红树林。